# Petit-duc des Palau
Otus podargina
Genre
Espèce
Synonymes
- Noctua podargina Hartlaub & Finsch, 1872
(protonyme)
- Otus podarginus (Hartlaub & Finsch, 1872)
- Pyrroglaux podargina (Hartlaub & Finsch, 1872)
- Pyrroglaux podarginus (Hartlaub & Finsch, 1872)

Statut de conservation UICN

 LC  : Préoccupation mineure
Statut CITES
Le Petit-duc des Palau (Otus podargina) est une espèce d'oiseaux de la famille des Strigidae.

## Répartition
Cet oiseau est endémique des Palaos.